# 桂才賀 (7代目)
七代目 桂 才賀（かつら さいが、1950年〈昭和25年〉7月12日 - 2025年〈令和7年〉2月21日）は、東京都大田区出身の落語家。落語協会所属。本名∶谷 富夫。出囃子は「野毛山」、紋は「鬼蔦」。

## 経歴
1969年3月、自由ヶ丘学園高校卒業後九代目桂文治に入門を申し込んだところ、「入門したければ自衛隊に3年入隊なさい」と言われ海上自衛隊へ入隊（舞鶴101期）し、3年の任期（一般隊員としての1任期）を満了まで勤め上げた後、再度文治の門を叩いた。3年前、文治は断り文句のつもりで自衛隊に入れとの発言をしており、完全に忘れていたという。1972年3月、九代目桂文治に入門。前座名は兄弟子・桂文七の前座名でもある「文太」を名乗る。
1977年3月に橘家六蔵、入船亭扇好、林家時蔵と共に二ツ目昇進。1978年5月に師匠・文治が死去したため、三代目古今亭志ん朝門下となり「古今亭朝次」と改名。師匠が高座名を命名することがほとんどの落語界では珍しく、この名は自ら考えたものである。1980年10月5日に亡くなった四代目三遊亭小圓遊の後任として『笑点』の若手大喜利から大喜利メンバーとして参入。1982年に映画『鬼龍院花子の生涯』に出演。
1985年9月に古今亭志ん輔、四代目桂三木助、林家らぶ平、柳家三寿、林家かん平、入船亭扇遊、林家時蔵、柳家小ゑん、春風亭正朝と共に真打昇進し、七代目桂才賀襲名。昇進披露口上を『笑点』番組内で行う。
1988年3月27日、『笑点』を降板。法務省久里浜少年院長より少年院篤志面接委員の委嘱を受け刑務所、少年院の慰問活動を本格化する。同年10月には国立劇場金賞受賞。
2008年8月、刑務所、少年院の25年にわたる慰問活動を綴った『刑務所通いはやめられねぇ』を出版した。
同じく刑務所、少年院の慰問活動を行い、法務省特別矯正監も務めている杉良太郎とは、一緒に仕事を行う機会が多い。2015年に制度が開始された法務省矯正支援官（任期2年）には、2015年から委嘱を受けている。
2025年2月21日、虚血性心疾患のため死去、74歳没。最後の定席出演は2024年11月16日、新宿末廣亭となった。
2025年7月6日、東京・梶原いろは亭で「桂才賀を偲んでみんなで語らう会」が開かれた。出演は桂やまと、古今亭志ん陽、とんぼ・まさみ、鏡味仙志郎。

## 芸歴
- 1972年7月∶九代目桂文治に入門、前座名「文太」。
- 1977年3月∶二ツ目昇進。
- 1978年5月∶九代目桂文治他界の為、古今亭志ん朝門下へ移籍。「朝次」と改名。
- 1985年9月∶真打昇進、七代目桂才賀を襲名。

## 弟子
- 三代目桂やまと

### 色物
- とんぼ・まさみ（漫才）

## 人物
古今亭朝次時代の1980年に『笑点』（日本テレビ）の大喜利メンバーとなり、才賀襲名後の1988年まで出演していた。
『笑点』降板後、テレビ東京『生放送!おもしろ寄席』におけるハリセン大喜利（司会：みのもんた、つまらない答えを出すと五代目鈴々舎馬風扮するハリセン大魔王に叩かれる。罵倒合戦が多かった）のレギュラーだったことがある。
少年院などへの慰問活動の際の共通の話題づくりのためにと自動車やバイクのレースに興味を持ち、国内B級、国内A級のライセンス、公式審判員の資格も取得。富士スピードウェイでの「富士フレッシュマンレース」（のち「富士チャンピオンレース」）の審判員を務めたこともある。
時折、歌謡曲に合わせた「篠原流踊り」を、自身が主任の高座で披露していた。
- 「浪曲子守唄」背中に背負っている子役を演じたのは立川左談次である。落語立川流は定席寄席に出られなかったが、左談次は「高座を踏んでいない」という理屈で出演していた。花王名人劇場でも披露している。
- 「函館の女」横になっていた段ボール箱を着流し姿の才賀が縦にして「箱縦（はこだて）」。歌詞に合わせた当てぶりの後、才賀が指名手配中の男だとバレて、刑事に逮捕されるオチ。

### 笑点
『笑点』若手大喜利での活躍が認められて、1980年11月2日に大喜利メンバーに抜擢される。これは、加入前月（1980年10月5日）の四代目三遊亭小圓遊の急逝により、それを補充するためだった。才賀は小圓遊の死去の翌日である1980年10月6日はゴルフをしており、案内放送で呼び出された電話口でプロデューサーから「お前が大喜利メンバー昇格だ」と言われたという。大喜利メンバーに決定したのは小圓遊の訃報が最初に報道された約2時間後のことだった。色紋付は林家九蔵（後の三遊亭好楽）が着ていたピンク色の紋付を着用することとなり、1988年3月27日の降板まで通した。その後ピンクの着物は才賀降板後に『笑点』に復帰した好楽が再び着用して現在に至る。
歴代『笑点』メンバーで、加入当時二ツ目だったのは才賀が最後である（小遊三以降は加入以前に真打昇進）。
強面の容姿であったが、三遊亭小圓遊の後を引き継ぎキザなキャラクターを踏襲した。1983年にメンバー入りした三遊亭小遊三とは、自称色男の小遊三とキザな立ち回りの才賀で罵倒合戦が繰り広げられた。才賀曰く「小圓遊を殺した男」。

## 慰問活動
全国の刑務所、拘置所、少年院への慰問活動を積極的に行っていることで有名であり、慰問の回数は1000回を軽く超える。もともとは、笑点メンバー時代の1983年に妻の実家のある沖縄県の沖縄少年院に慰問に行ったのが最初で、その後北海少年院、久里浜少年院と慰問に訪れるが、この3つの少年院の院長が偶然にも同一人物（人事異動で沖縄→北海道→久里浜と転勤していた）だったという縁もあり、久里浜少年院の慰問の際に篤志面接委員の委嘱を受けて承諾。以後、少年院はもちろん、少年院で関係を持った職員達が刑務所や拘置所に異動したこともあり、そちらへの慰問も行うようになっていく。
1993年には自らを隊長に芸人慰問団「統幕芸激隊」を結成（「統幕」は統合幕僚会議の略。「芸激」は芸で激励するの意。才賀が「慰問」では辛気臭いということで命名）。現在は副隊長の太田家元九郎、「甲板士官」の三遊亭歌武蔵ら総勢87名、大阪支部（支部長：笑福亭仁昇）もできるほどになっている。
篤志面接委員ということもあり、慰問を通じて感じた家族や社会の抱える問題についての講演活動も行っている。

## 関連書籍
- 子供を叱れない大人たちへ（2003年11月発行/実務教育出版）：著書 ISBN 4788907135
- 刑務所通いはやめられねぇ 〜笑わせて、泣かせる落語家慰問〜（2008年8月発行/亜紀書房）：著書 ISBN 9784750508108
- 漫画で味わう古典落語の世界（2009年9月発行/インフォレスト）（絵）すみだ京 ：監修 ISBN 4861904714
- もう一度、子供を叱れない大人たちへ  少年院慰問1000回を超える落語家から親・教師へのメッセージ（2015年9月発行/実務教育出版）著書：ISBN 　4788911574